# 미엔트라스 아야 비다
《미엔트라스 아야 비다》(스페인어: Mientras haya vida)은 2007년 방영된 멕시코의 텔레노벨라이다.